# Reichsnährstand
Le Reichsnährstand est une organisation allemande mise en place à partir de juillet 1933. Piloté par Richard Walther Darré, le Reichsnährstand a pour objectif d'exercer un contrôle non seulement sur les prix agricoles et les volumes de production du secteur primaire, mais aussi de jouer un rôle d'organisation de l'industrie agro-alimentaire allemande. En effet, au départ conçu pour constituer l'organisation des paysans au sein du Troisième Reich, le Reichsnährstand devient au fil des années une organisation ayant vocation à contrôler non seulement les paysans et leurs productions, mais aussi l'ensemble du secteur primaire, dans l'Altreich comme dans les territoires annexés, ou dans les territoires occupés et promis à l'ouverture à la colonisation germanique. Ainsi, le Reichsnährstand exerce, au fil des années une action visant à prendre le contrôle des industries mécaniques spécialisées dans la construction de matériel agricole.

## Création

### Les paysans dans leReich
Dans un contexte marqué par la conquête précoce du milieu agricole par les militants nazis, fortement influencés par Richard Darré, la mise en place d'une organisation unique destinée à organiser le monde agricole, annoncée dès le 30 janvier 1933, commence le 31 mars 1933 par l'ouverture de négociations entre les représentants des différentes organisations regroupant les paysans allemands.

### Des mouvements paysans rapidement soumis
Puis, parallèlement à ces négociations, Darré s'impose, dès le 19 avril 1933, à la tête du mouvement des coopératives agricoles, rétif jusqu'alors à l'influence du NSDAP.
De plus, le conseil de l'agriculture allemande, regroupant la majorité des chambres d'agriculture du Reich, fait allégeance au gouvernement mis en place le 30 janvier 1933, mais, dès le mois d'avril, ses principaux dirigeants se trouvent écartés au profit de Richard Darré et de ses proches.
Enfin, le 28 mai 1933, officialisant le cumul de ses nouvelles fonctions, Richard Darré, bénéficiant à la fois de la clarté du programme agraire du NSDAP et de l'absence de véritable concurrent, se fait nommer Reichsbauernführer, chef des Paysans, du Reich . À la tête de cette nouvelle organisation, Darré évince rapidement les ministres nationaux-allemands, nommés ou maintenus en vertu de l'accord de gouvernement entre les conservateurs et les nazis.

### La loi du15 juillet 1933
Le 15 juillet 1933, dans un contexte de l'attente d'une bonne récolte, une loi « sur la compétence du Reich pour la régulation de la réorganisation corporative de l'agriculture » est promulguée, complétée le 13 septembre par une autre loi « sur l'organisation du Reichsnährstand » et les mesures de régulation des prix et du marché pour les productions agricoles organisant la nouvelle structure.

## Organisation interne

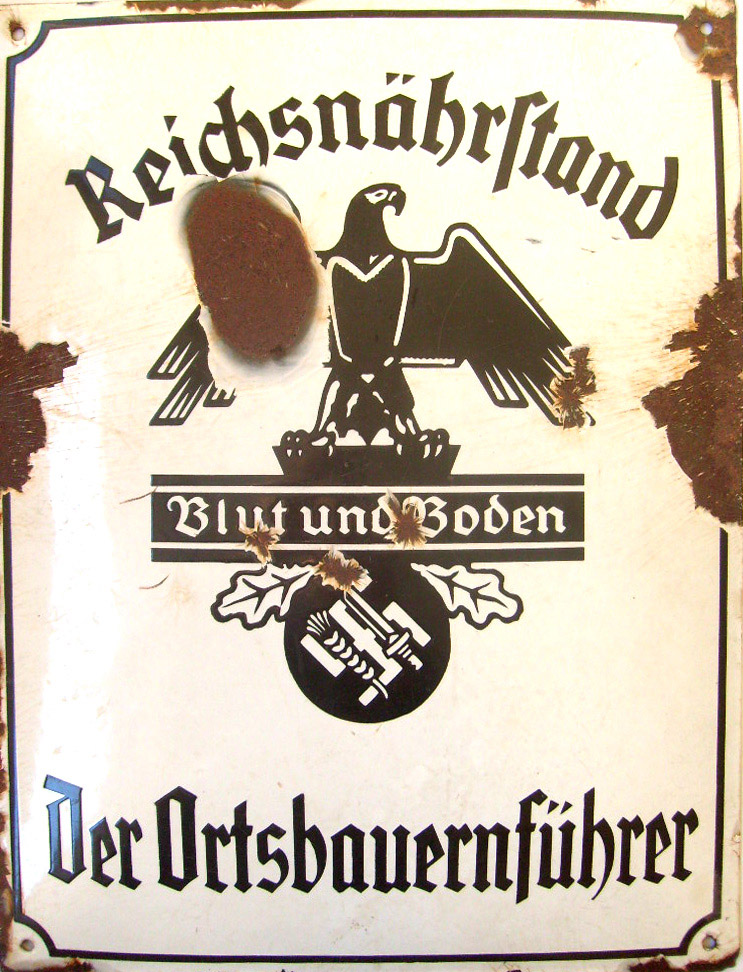
Plaque du bureau d'un de.

En vertu de la loi du 13 septembre 1933, le Reichsnährstand, contrôlant l'agriculture, la pêche et les industries de transformation du secteur agro-alimentaire, est à la fois et une organisation corporative régie par le Führerprinzip et un syndicat de droit public.

### Structuration nationale

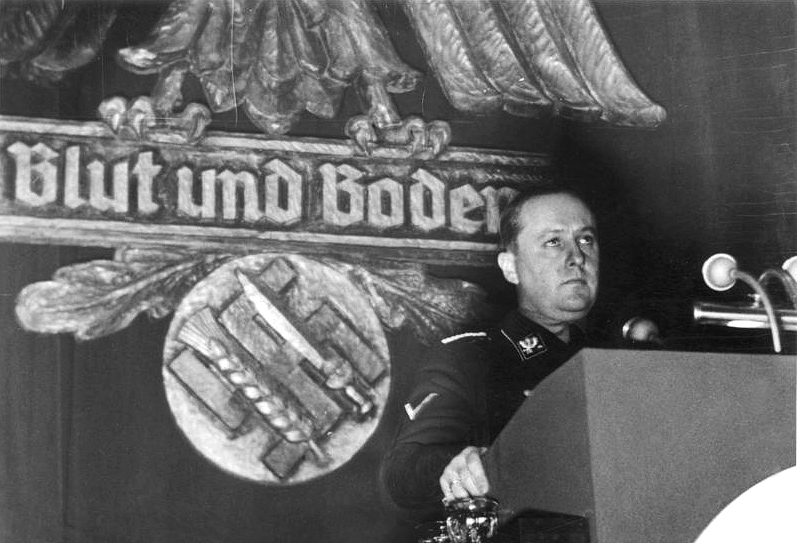
Richard Darré pendant son discours au congrès du de de 1937

Ce maillage local est appuyé sur une structure nationale, organisée en trois sections : la section de l'homme, la section de la ferme, la section du marché. La première est responsable de la propagande en destination des paysans et des ouvriers agricoles, elle doit aussi gérer la main d’œuvre à l'échelle du Reich, ce qui recouvre également la mise en place du cadre législatif auquel sont soumis les ouvriers agricoles, le seconde doit veiller à l'amélioration technique des exploitations agricoles, la troisième doit organiser le marché des productions agricoles.
Tous les ans, à l'automne, un congrès est organisé, le Bauerntag, durant lequel Darré prononce un discours dans lequel il annonce les priorités de l'organisation pour l'année à venir. ce congrès est couplé avec la fête des récoltes, à la chorégraphie minutieusement réglée par Albert Speer, au cours de laquelle sont annoncées des mesures relatives au ravitaillement des populations allemandes : lors de celle qui se tient en 1942, Göring annonce une hausse des rations allouées aux Allemands du Reich.

### Maillage territorial
L'organisation interne de la nouvelle structure est basée sur le principe d'une forte hiérarchie et un maillage territorial étendu à l'ensemble du Reich rendu possible par l'existence de près de 20 000 permanents, présents dans chacun des 55 000 villages du Reich.
Ainsi, dans chacun de ces villages, un Ortsbauernführer suit les activités agricoles au jour le jour ; il n'est cependant pas le seul représentant du Reichsnährstand sur place : chaque branche des activités couvertes par le Reichsnährstand compte un représentant local, souvent choisi parmi les hobereaux locaux. Le Ortsbauernführer doit rendre compte de ce suivi au Kreisbauernführer, son supérieur hiérarchique direct (on en compte 500 dans tout le Reich), puis ce dernier doit lui-même rendre compte au Landesbauernführer compétent.

## Un acteur de premier plan dans leReich
Supposée représenter les paysans dans l'édifice institutionnel du Reich hitlérien, le Reichsnährstand, l'« état nourricier du Reich », selon la traduction de Jean-Pierre Faye, est censé jouer un rôle actif dans la mise en place de l'État corporatif, au service du Führer.

### Budget et rôle dans l'économie duReich

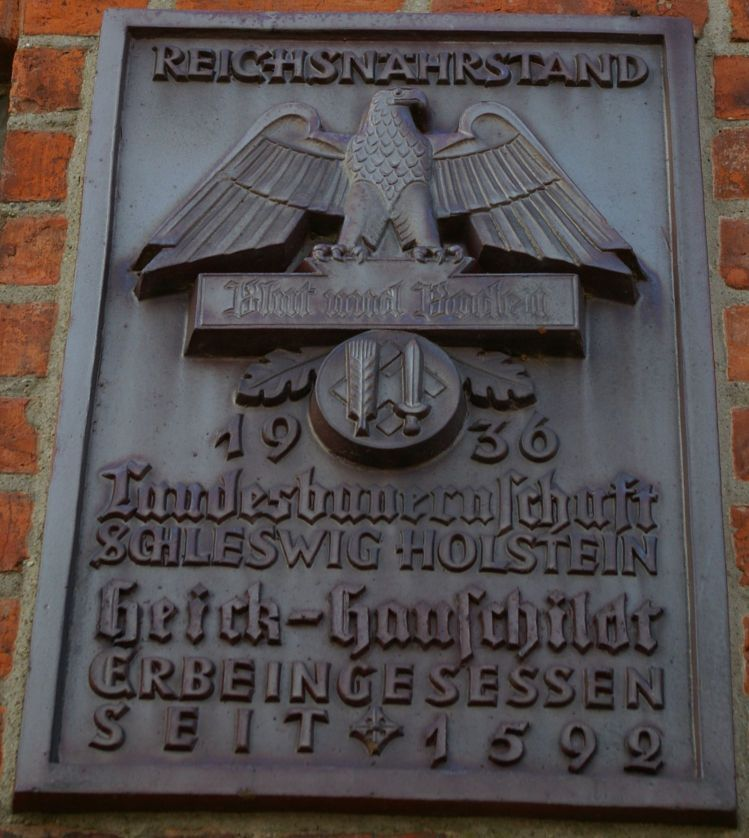
Symbole du de sur un bâtiment public.

Exerçant un contrôle sur près de 25 % du PIB du Reich, salariant 20 000 permanents, le Reichsnährstand dispose d'un budget de 100 millions de Reichsmarks, financé par une taxe annuelle de 0.2% sur la valeur de la propriété agricole.
Dégageant un chiffre d'affaires estimé à 30 milliards de Reichsmarks, contrôlant près de 40 % de la main d’œuvre du Reich, cette organisation constitue l'un des piliers de la politique alimentaire menée par le Reich, et ses dirigeants aspirent à renforcer l'influence de l'organisation dans la vie économique : ainsi, en 1933, Darré tente de prendre le contrôle de l'industrie des machines agricoles, en dépit de l'opposition de Hjalmar Schacht, ministre de l'économie.

### Un acteur des plans d'expansion européens du Troisième Reich
Dans le cadre de la préparation de la conquête de l'espace vital, le Reichsnährstand, par sa politique de rationalisation du secteur agricole, constitue un acteur important dans l'élaboration des projets coloniaux en Europe.
En effet, dès le milieu des années 1930, les experts agraires de l'organisation estiment pouvoir parvenir à l'autosuffisance alimentaire dans le Reich à la condition d'adjoindre aux 34 millions d'hectares de terres situés dans le Reich 8 millions d'hectares pour l'agriculture. Dès 1936, Darré, dans ses discours internes, donne une large publicité aux projets modernistes et expansionnistes du régime.
De plus, les documents internes du Reichsnährstand lient modification de la structure foncière dans le Reich et colonisation agraire hors du Reich. Konrad Meyer-Hetling, le concepteur du Generalplan Ost, associe expressément, dès l'été 1940, politique agraire et création d'un surplus démographique pour la colonisation. Ainsi, appuyés sur les services de ce dernier, l'administration du Reichsnähsrstand se livre à une vaste enquête sur la répartition de la propriété foncière dans le Reich, évaluant les fermes et leur propriétaires en fonction de la qualité de leur travail, les fermiers les mieux évalués étant favorisés dans la redistribution des terres agricoles ou recrutés pour les projets coloniaux orientaux. En avril 1942, cette enquête conclut à la possibilité de remembrer, sur l'ensemble du Reich, 571 000 exploitations agricoles, jugées trop petites pour être viables, rendant leurs propriétaires disponibles pour la colonisation à l'Est.

## Politique

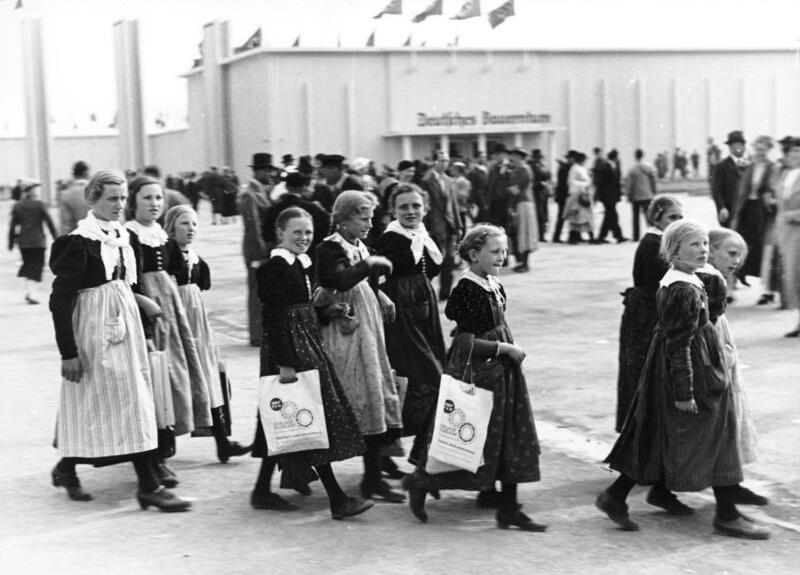
Visite d'un groupe d'enfants à une exposition du de à Munich en mai 1937.

Appuyés sur les cartels de ce secteur et les différents groupes d'intérêts, les dirigeants du Reichsnährstand mettent rapidement en place, en plus d'un certain nombre de mesures d'urgence de soutien économique à destination du monde agricole, une planification visant à l'augmentation significative de la production agricole : cette hausse de la production s'appuie sur une politique de quotas, de fixation des prix à l'achat différents d'une région à l'autre, sur le contrôle de la production et de la commercialisation des produits agricoles et sur une politique commerciale visant à limiter les importations dans le domaine agricole.

### La mise en place d'une planification autoritaire
Cette planification s'appuie notamment sur un strict contrôle des prix, mis en place par Herbert Backe. Cette politique aboutit à placer certains secteurs d'activité dans une position intenable : en juin 1933, par exemple, les responsables du Reichsnährstand décident de l'augmentation des prix de vente des denrées agricoles, sans les répercuter dans le commerce de détail, à l'image du prix d'achat du lait, finalement augmenté de 2 pfennig au litre durant l'été 1938 au terme de 9 mois d'intenses négociations. Cette politique de contrôle des prix s'avère un échec sur la durée.
En 1933, la bonne récolte permet de lancer une politique d'achats massifs de surplus auprès des paysans, mais, dès 1934, marquée par une récolte moins abondante, cette politique s'avère désastreuse, et pour tenter d'y remédier, Darré et Backe amorcent, sur le modèle de la bataille du blé, lancée en Italie, une politique destinée à retrouver les résultats records de la moisson de 1933.

### L'autarcie dans le domaine agricole
La politique tendant à limiter la dépendance des producteurs allemands à l'égard des importations se matérialise par la volonté d'imposer une transformation de l'agriculture.
Ainsi, les bases de l'alimentation animale se trouvent modifiées par une politique volontariste. Par exemple, les responsables du Reichsnährstand encouragent l'utilisation de la betterave pour l'alimentation des bovins et des porcins : cette utilisation est alors rendue possible la construction de silos de fermentation, d'une capacité totale de 8 millions de m3 pour l'ensemble du Reich, destinés à nourrir les bovins, tandis que la filière porcine doit aussi adapter l'alimentation de son cheptel en augmentant la proportion de pommes de terre, produites dans le Reich, dans l'alimentation de ses animaux.

### Lutte contre la pénurie de main d’œuvre
De plus, à partir de 1936, la pénurie de main d’œuvre dans l'agriculture oblige les responsables du Reichsnährstand à multiplier les actions d'urgence. En 1937, par exemple, sont ainsi mobilisés pour la moisson des appelés, des incorporés au Front du Travail, des condamnés de droit commun et des écoliers.
Dès 1933, pour faire face efficacement à la pénurie de main d’œuvre, des mesures sont mises en place, reprises par la loi du 15 mai 1934, interdisant l'emploi dans les usines des ouvriers agricoles durant les trois premières années de leur arrivée en ville.
Devant la désaffection de la population issue du monde rurale pour la reprise des exploitations (en raison notamment de la baisse des rendements), le Reichsnährstand tente de mettre en place des contre-feux, qui se révèlent tous plus inefficaces les uns que les autres, notamment par des créations d'écoles spécialisées. En effet, entre 1933 et 1939, 1 450 000 personnes employées dans l'agriculture quittent les exploitations agricoles pour l'industrie ou les services.
En outre, afin d'encourager les installations sur des terres laissées à l'abandon ou le recrutement d'ouvriers agricoles, un coûteux programme de prêts, destinés à la construction de logements neufs, est mis en place, censé octroyer à ses bénéficiaires des conditions favorables pour leur installation à la campagne. Cependant, si les responsables du Reichsnährstand s'opposent à la mise en place du jardin ouvrier, il se montrent partisans de la résurrection de la tenure, installant un paysan sur une exploitation en échange d'un nombre important de journées de travail au bénéfice du propriétaire.
L'organisation se montre vigoureusement opposée à la mise en place de jardins ouvriers, envisagés par Gottfried Feder, et obtient l'adoption d'une législation restrictive dans ce domaine.

## Une organisation critiquée

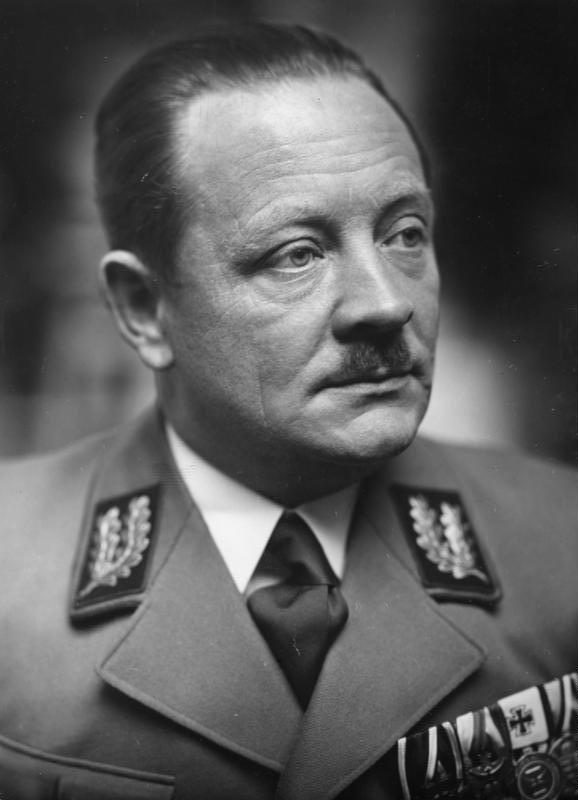
Erich Koch, de de Prusse-Orientale, est l'un des principaux opposants à l'influence du de.

Mais, soutenus par les cartels, défendant leurs intérêts propres, les responsables du Reichsnährstand se heurtent fréquemment aux Gauleiter, comme Erich Koch, aux cadres de la SA, aux responsables du Front du Travail, aux représentants des milieux d'affaire ou encore à certaines branches du monde agricole.

### Luttes d'influence
Une lutte sourde oppose ainsi Richard Darré à Robert Ley, chef du Front du Travail, les deux organisations se livrant à une opposition dans tout le Reich qui se prolonge jusqu'à la fin des années 1930.
Dès sa mis en place, le Reichsnährstand suscite des critiques de la part des administrations économiques du Reich. Ainsi, Hjalmar Schacht, ministre de l'économie, est l'un des principaux opposants à la mise en place et à l'extension de l'influence de cette nouvelle organisation. À la faveur de la crise économique de 1934, durant laquelle Darré souhaite maintenir des prix à l'achat, Schacht utilise les demandes d'allocations de devises présentées par les responsables économiques du Reichsnährstand comme une arme dirigée contre la politique de l'organisation.

### Rejet par la population
Pour les paysans, le bilan la politique agricole menée par le régime par l'entremise du Reichsnährstand demeure mitigé : la production baisse ou subit les aléas d'interventions politiques pas toujours éclairées mais les prix demeurent garantis.
Par ailleurs, la politique d'achat des productions agricoles à des prix élevés contribue à la hausse générale des prix des denrées alimentaires, directement responsable de la crise économique de 1934, et participe à la désaffection du public pour cette organisation, tandis que les paysans se plaignent des prix bas et de l'ingérence de l'administration du Reichsnahrstand. Les fermiers mènent une sourde opposition contre cette organisation et sa politique, notamment en pratiquant la grève de la production et de la livraison du lait.